# Oona Kauste
Oona Kauste (Espoo, 4 de enero de 1988) es una deportista finlandesa que compitió en curling.
Ganó una medalla de bronce en el Campeonato Europeo de Curling Femenino de 2015. Participó en los Juegos Olímpicos de Pyeongchang 2018, ocupando el séptimo lugar en la prueba de mixto doble.

## Palmarés internacional
| Campeonato Europeo | Campeonato Europeo  | Campeonato Europeo | Campeonato Europeo |
| Año                | Lugar               | Medalla            | Prueba             |
| ------------------ | ------------------- | ------------------ | ------------------ |
| 2015               | Esbjerg (Dinamarca) | Medalla de bronce  | Equipo             |